# Kreidesee
De Kreidesee is een meer in de gemeente Hemmoor, bij de stad van die naam, in Noord-Duitsland. Het meer vormt de nalatenschap van de cementproductie tussen 1862 en 1976.

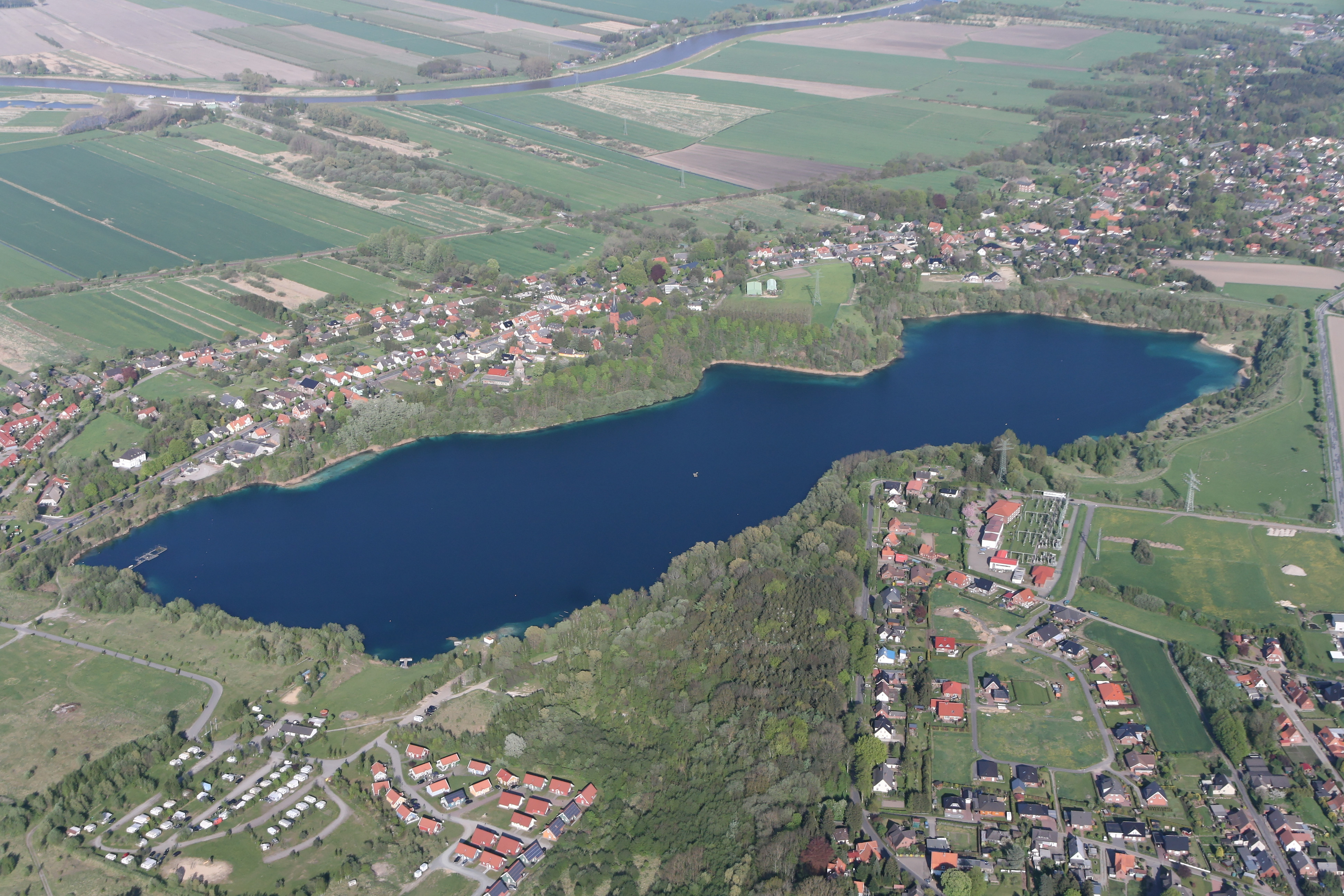
De Kreidesee
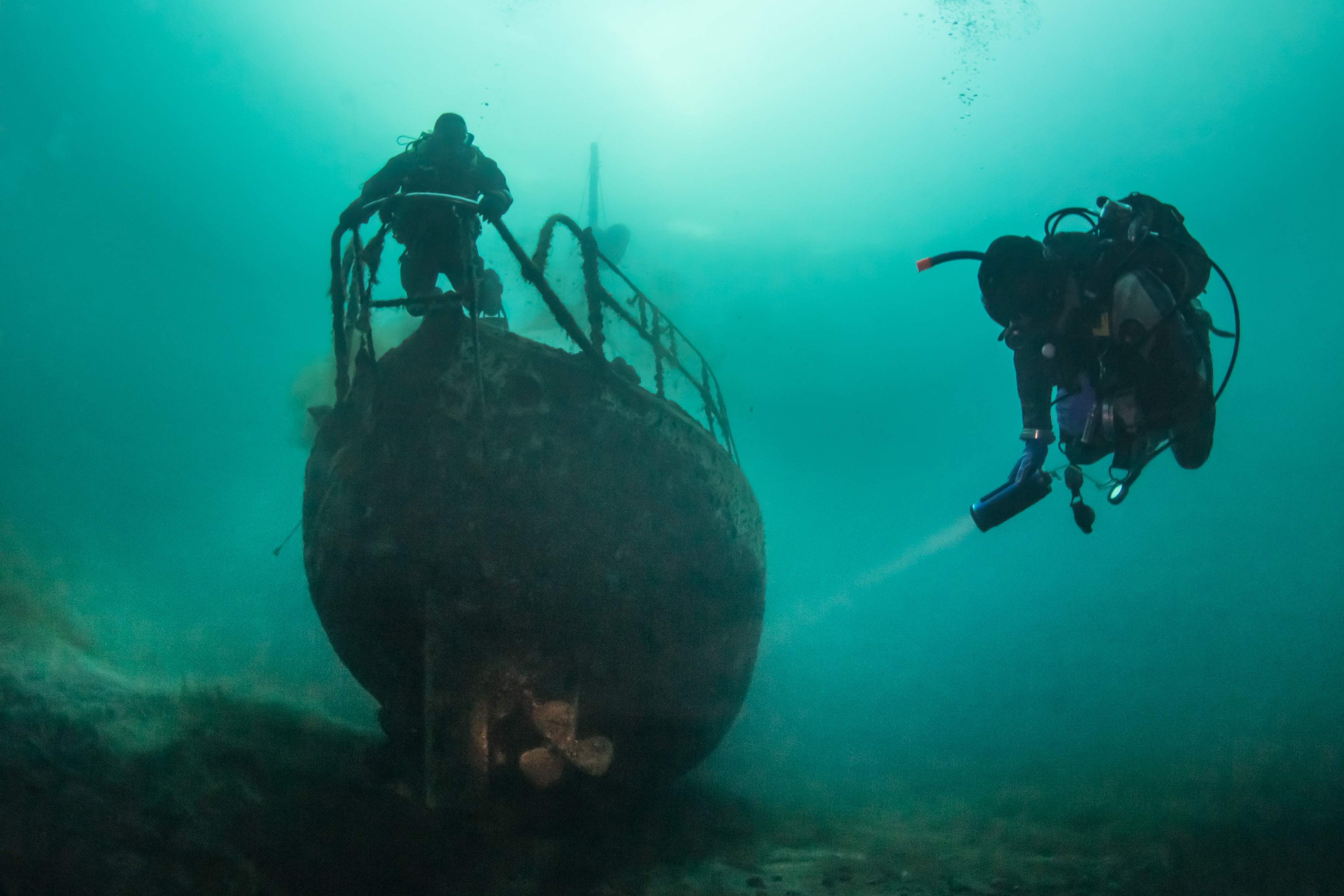
In het meer opzettelijk tot zinken gebrachte zeilboot (2017)

De oorspronkelijk 160 meter diepe afgraving vulde zich met grondwater en werd met resten van de cementfabriek tot 60 m opgevuld. De Kreidesee is een internationaal bekende duikstek vanwege het diepe heldere water en de vele onderwaterattracties zoals opzettelijk in het meer tot zinken gebrachte objecten. Hiertoe behoren auto's, boten en t/m 2024 twee kleine vliegtuigen. Duikers kunnen ook de resten van de cementfabriek verkennen.